# Escuela Secundaria Morton East
La Escuela Secundaria Morton East (J. Sterling Morton High School East o Morton High School East) es una escuela secundaria (high school) de los grados 10 a 12 en Cícero, Illinois, en la área metropolitana de Chicago. Es una parte del Distrito de J. Sterling Morton High School 201.
Fue nombrada en honor a Julius Sterling Morton, porque era amigo de Portus Baxter Weare, un comercio de pieles de Cícero, Illinois.
El auditorio de la secundaria, Chodl Auditorium, construido en 1927, es en el Registro Nacional de Lugares Históricos. Tiene 4.700 asientos.

## Historia
Se estableció en 1894. El Clyde Township High School estableció su high school en 1899. El primero edificio del J. Sterling Morton High School se abrió en 1903, y una adición fue construida en 1908. En 1923 una segunda adición fue construida. Un incendio destruyó el gimnasio y el teatro en 1924. El auditorio Chodl, completado en 1928; 30 salones de clases; una cafetería (comedor/cantina), una biblioteca y laboratorios de ciencias fueron construidos. En 1929 tiene 4.700 estudiantes de high school. La secundaria también tenía un colegio comunitario o junior college. A finales de los años 1960, un nuevo complejo atlético, Dr. Joseph Ondrus Athletic Complex, se abrió con un paso de peatones que lo conecta con el edificio principal.
El auditorio fue restaurado en los años 1980. En el año escolar 1985-1986 los high schools Morton West y Morton East se unieron al mismo distrito escolar.

## Atletismo
En 1923 su equipo de fútbol americano de la escuela comenzó en la "Liga Suburbana".